# Mouriri apiranga
Mouriri apiranga är en tvåhjärtbladig växtart som beskrevs av Richard Spruce och José Jéronimo Triana. Mouriri apiranga ingår i släktet Mouriri och familjen Melastomataceae. Inga underarter finns listade i Catalogue of Life.